# إبراهيم أبو الرياض البحراني
الشيخ أبو الرياض إبراهيم بن الشيخ علي بن الحسن بن يوسف بن الحسن البلادي البحراني. هو رجل دين وشاعر وأديب شيعي بحراني من قرية البلاد القديم، والنسبة إليها هي البلادي. وقد ولد في أسرة متدينة إذ أنَّ والده علي من أعلام الشيعة البحارنة، وقد ترجم له - أي لوالده - يوسف البحراني في لؤلؤة البحرين حاكياً أنَّه كان معاصراً لسليمان الماحوزي، وكذلك علي البلادي في أنوار البدرين مثنياً عليه بقوله: ”فاضل علامة كامل إمام فهامة اسمه الشيخ علي من أكابر العلماء معاصر للعلامة الشيخ سليمان الماحوزي“، وأمَّا جده الأعلى يوسف بن الحسن فكان من المعاصرين للحر العاملي، وترجم له في أمل الآمل الذي أثنى عليه واصفاً إياه بأنه ”فاضل متبحر شاعر أديب من المعاصرين“.

## مؤلفاته
ورد من كتبه ومؤلفاته في تراجمه:
| - الاقتباس والتضمين من كتاب الله المبين في إثبات عقائد الدين. منظومة في أصول الدين من التوحيد إلى المعاد مع الرد على مخالفي الشيعة في كل مسألة. | - جامع الرياض. - الروضة العلوية. أورد الطهراني هذا الكتاب بعنوان ديوان العلوي. |

### كتب
- أعيان الشيعة. محسن الأمين، طبع بيروت - لبنان، تاريخ الطبع مفقود، منشورات دار التعارف.
- الغدير في الكتاب والسنة والأدب. عبد الحسين الأميني، طبع بيروت - لبنان، 1397 هـ / 1977 م، منشورات دار الكتاب العربي.
- الذريعة إلى تصانيف الشيعة. آغا بزرگ الطهراني، طبع بيروت - لبنان، تاريخ الطبع مفقود، منشورات دار الأضواء.
- أمل الآمل في تراجم علماء جبل عامل. محمد بن الحسن الحر العاملي، طبع النجف - العراق، عام 1385 هـ، منشورات مطبعة الآداب.
- أنوار البدرين في تراجم علماء القطيف والأحساء والبحرين. علي البلادي، طبع النجف - العراق، عام 1377 هـ، منشورات مطبعة النعمان.
- لؤلؤة البحرين في الإجازة لقرتي العينين. يوسف البحراني، طبع البحرين، عام 2008 - 1429 هـ، منشورات مكتبة فخراوي.

### إشارات مرجعية
1. 1 2  
الأمين، محسن. أعيان الشيعة - ج2. ص. 123. مؤرشف من الأصل في 2019-12-09.
2. 1 2  
الأميني، عبد الحسين. الغدير في الكتاب والسنة والأدب - ج11. ص. 384. مؤرشف من الأصل في 2019-12-09.
3. ↑  
البحراني، يوسف. لؤلؤة البحرين في الإجازة لقرتي العينين. ص. 71.
4. ↑  
البلادي، علي. أنوار البدرين ومطلع النيرين في تراجم علماء القطيف والأحساء والبحرين. ص. 146. مؤرشف من الأصل في 2019-12-09.
5. ↑  
العاملي، الحر. أمل الآمل في تراجم علماء جبل عامل - ج2. ص. 349. مؤرشف من الأصل في 2019-12-09.
6. ↑  الطهراني، آغا بزرگ. الذريعة إلى تصانيف الشيعة - ج2. ص. 266. مؤرشف من الأصل في 2019-12-16.
7. ↑  الطهراني، آغا بزرگ. الذريعة إلى تصانيف الشيعة - ج5. ص. 57. مؤرشف من الأصل في 2019-12-16.
8. ↑  الطهراني، آغا بزرگ. الذريعة إلى تصانيف الشيعة - ج9. ص. 736. مؤرشف من الأصل في 2019-12-16.